# Uraecha ochreomarmorata
Uraecha ochreomarmorata är en skalbaggsart som beskrevs av Stefan von Breuning 1965. Uraecha ochreomarmorata ingår i släktet Uraecha och familjen långhorningar.
Artens utbredningsområde är Laos. Inga underarter finns listade i Catalogue of Life.